# Lípa Karoliny Světlé
Lípa Karoliny Světlé (také známa jako lípa ve Světlé) je památným stromem první dámy českého románu. Roste ve Světlé pod Ještědem, na návsi v historické části vesnice, kde autorka strávila mnoho let a napsala podstatnou část svého literárního díla.

## Základní údaje
- název: lípa Karoliny Světlé, lípa ve Světlé
- výška: 25 m[1]
- obvod: 410 cm[1]
- věk: 250 let(?)[3][4]
- sanace: ano
- souřadnice: 50°42'41.18"N, 14°59'5.77"E

Lípa roste na návsi, jihozápadně od věže kostela. Kmen je v celé výši otevřený, dutý a nezastřešený, na kosterních větvích je patrný prořez staršího data (patrně nepříliš odborný), mladší větve jsou zkrácené a stažené, aby se kmen nerozlomil.

## Historie a pověsti
Karolina Světlá se do Světlé pod Ještědem dostala díky svému manželovi - byla to jeho rodná ves, kam Karolinu odvezl, aby přišla na jiné myšlenky po smrti jediné dcery Boženky. Před chalupou nedaleko kostela stála stará lípa, kterou spisovatelka zachytila v povídce Lesní panna - příběhu, který Světlé odvyprávěl její tchán:
Vpravo vedle rychtářova stavení rozkládala prastará, dutá lípa kostrbaté mechem obrostlé větve. Byla to lípa zvláštní, celý den v ní hučelo, šumělo a zpívalo zrovna jako v neděli na kruchtě o velké. Snad se tomu byla přiučila, že stála tak blízko kostela.
Popis lípy i poloha u kostela odpovídají přesně. Příliš přesně s ohledem na to, že uteklo 150 let, přičemž Světlá ji popisuje tak, jako vypadá nyní. To by nebylo neobvyklé u pětisetletého stromu, ale lípě je odhadováno 250 let. Když se spisovatelka do Světlé nastěhovala, byla lípa (podle tohoto odhadu) jen 90 let stará a nemohla tudíž vypadat, jako nyní. Pokud pomineme možnost autorčiny jasnozřivosti, nelze vyloučit, že je odhad poněkud podhodnocený.
Lípě byl věnován prostor v televizním pořadu Paměť stromů, konkrétně v dílu číslo 11, Stromy umělců.

## Památné a významné stromy v okolí
- Lípa v Doleních Pasekách (v zahradě letního sídla Karoliny Světlé, č. 12)
- Karolinka (lípa, Javorník u Českého Dubu, 2 km J)
- Padouchovské lípy (2 stromy v osadě směrem na východ)
- Buk u lomu (u vytěženého vápencového lomu pod Ještědem východně od Padouchova)
- Modlibohovská lípa (4,5-5,5 km J)
- Tisíciletá lípa v Kotli (7,5 km JV)